# Kizuna-Brücke
Die Kizuna-Brücke (auch Spien Kizuna) ist eine Straßenbrücke im Zuge der kambodschanischen Nationalstraße 7, die bei der Stadt Kampong Cham den Mekong überquert.
Die insgesamt 1360 m lange und 12 m breite Brücke hat zwei Fahrspuren, durch Markierungen abgetrennte Wege für die vielen landesüblichen Leichtmotorräder und sehr schmale Gehwege. An beiden Enden sitzen mehrköpfige Drachenfiguren auf Podesten auf beiden Seiten der Straße.
Rampenbrücken führen die Straße auf die erforderliche Höhe. Die 840 m lange Strombrücke ist eine gevoutete Spannbeton-Hohlkastenbrücke mit 7 Öffnungen und Stützweiten von 120 m.
Zum Zeitpunkt der Eröffnung 2001 war es die erste Querung des Mekong in Kambodscha und die längste Brücke in Kambodscha. Sie wurde aber bereits 2002 von einer 1900 Meter langen Brücke in der Stadt Koh Kong abgelöst.
Der Bau begann 1999 und dauerte drei Jahre. Die Finanzierung in Höhe von 56 Millionen US-Dollar wurde von der japanischen Regierung übernommen. Das spiegelt sich auch im Namen wider: Spien bedeutet in Khmer Brücke und Kizuna ist japanisch für Verbundenheit zwischen Menschen oder Völkern.
Etwas weiter stromabwärts führt die saisonale Bambusbrücke Kampong Cham zur Insel Koh Pen, zu der es seit 2017 auch eine moderne Betonbrücke gibt.